# اوبا (رود)
اوبا (به قزاقی: Uba) یک رود در قزاقستان است که در استان قزاقستان شرقی واقع شده‌است.